# 维托里奥·埃马努埃莱二世广场
维托里奥·埃马努埃莱二世广场（Piazza Vittorio Emanuele II）又名维托里奥广场（Piazza Vittorio），是罗马的一个广场，在埃斯奎利诺区。此处有地铁维托里奥·埃马努埃莱站。

## 说明
广场周围环绕着19世纪风格的带巨大柱廊的建筑，是由加埃塔诺·科赫建于意大利统一之后不久。这是罗马最大的广场（316 X174米）。 在广场的中心是一个花园，有亚历山大·塞维鲁所建的喷泉遗址, 还有炼金术士门（Porta Alchemica），又名魔法门（Porta Magica）, 系原炼金术士 Palombara别墅的入口。

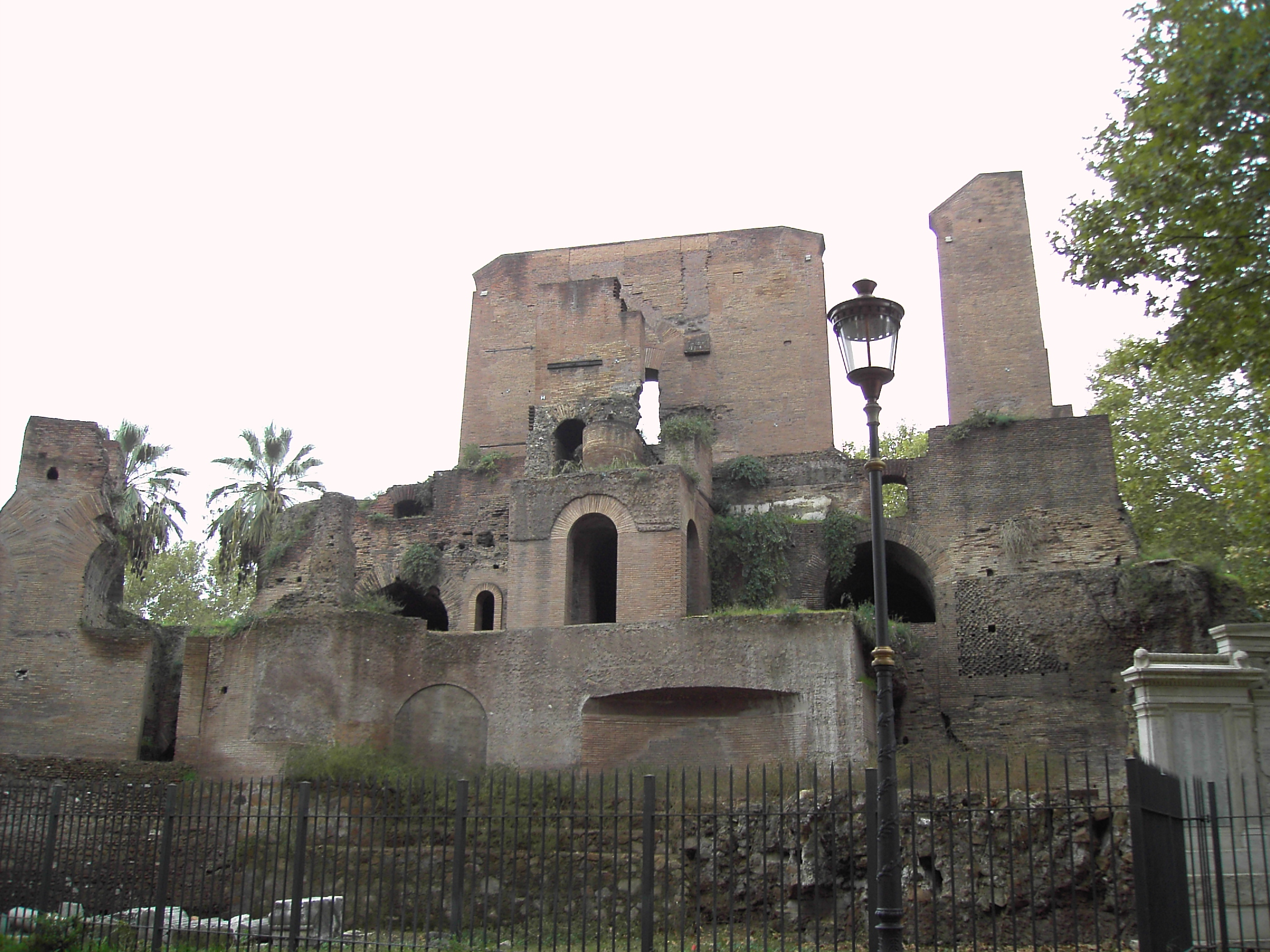
喷泉遗址
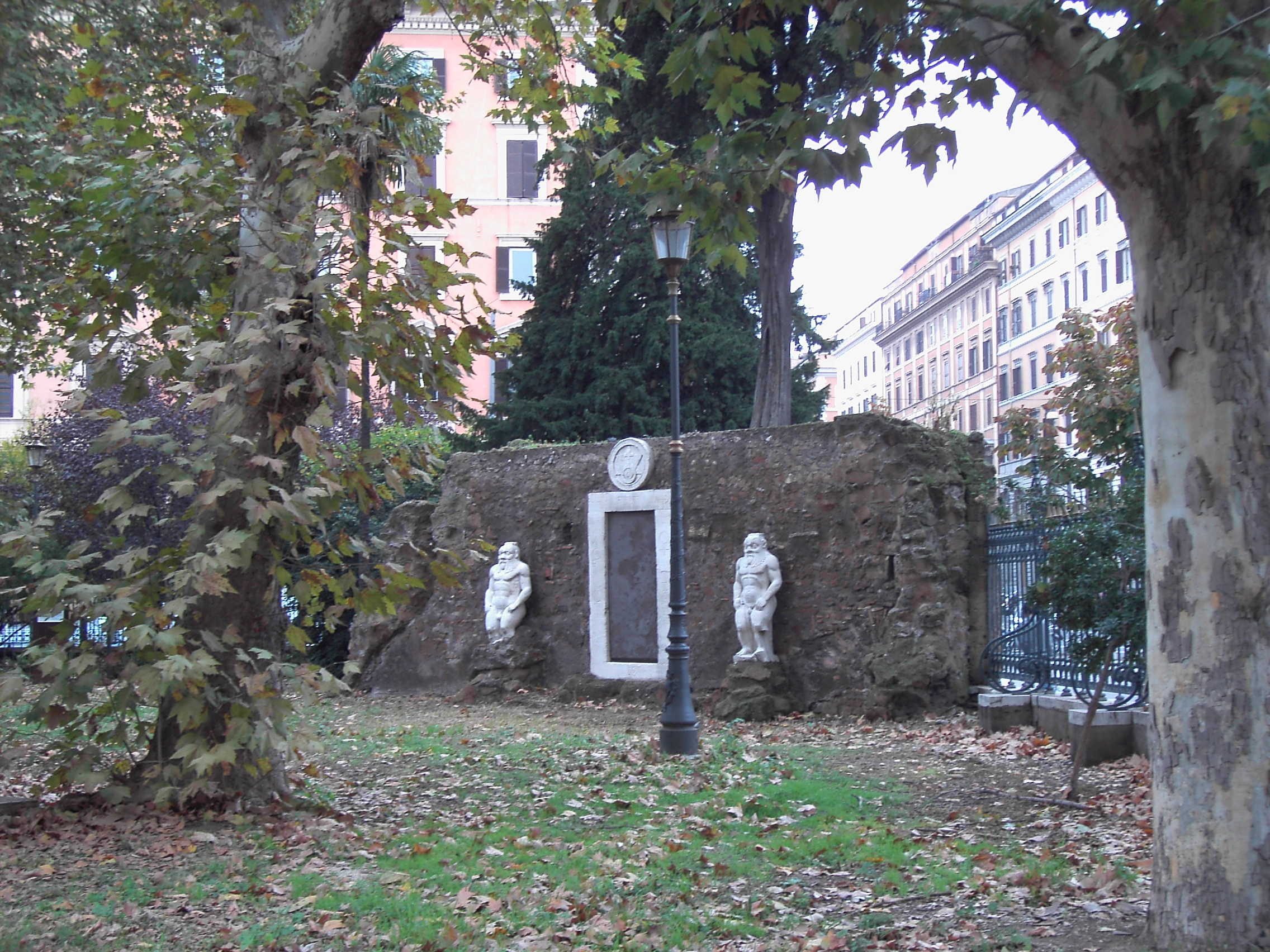
炼金术士门
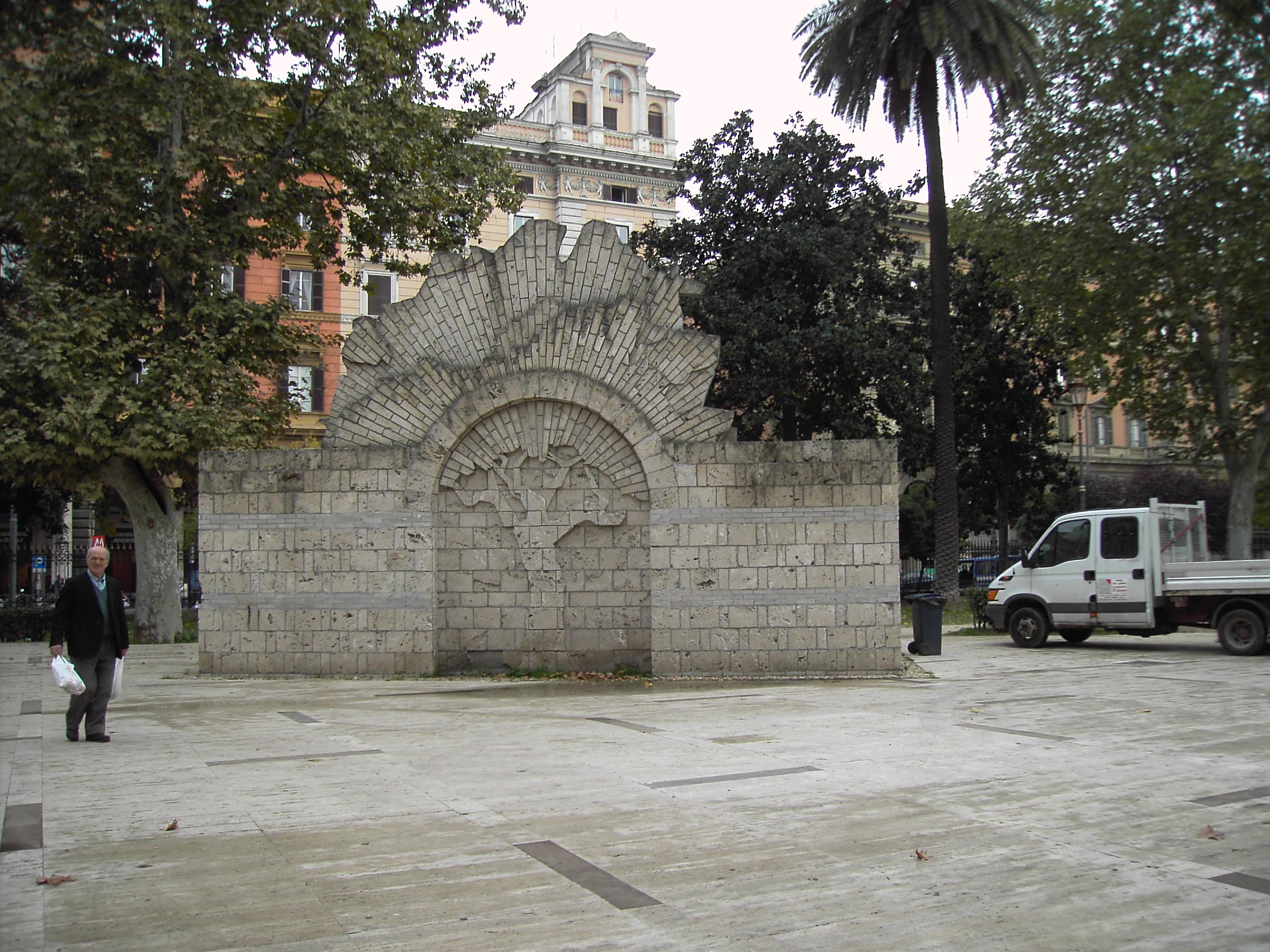